# منتدى غاز شرق المتوسط
منتدى غاز شرق المتوسط (بالإنجليزية: East Mediterranean Gas Forum)‏، هو هيئة تأسست في يناير 2019 ويقع مقرها الرئيسي في القاهرة، مصر. يهدف المنتدى إلى إنشاء سوق غاز إقليمي في منطقة شرق المتوسط، وتحسين العلاقات التجارية وتأمين العرض والطلب بين الدول الأعضاء.

## التاريخ
في أكتوبر 2018، عُقدت على جزيرة كريت اليونانية قمة ثلاثية جمعت الرئيس القبرصي نیکوس أنستاسیادس، الرئيس المصري عبد الفتاح السيسي ورئيس الوزراء اليوناني أنطونيس ساماراس، تم الاتفاق فيها على إنشاء منتدى غاز شرق المتوسط، يكون مقره القاهرة، ويضم الدول المنتجة والمستوردة للغاز ودول العبور بشرق المتوسط، بهدف تنسيق السياسات الخاصة باستغلال الغاز الطبيعي بما يحقق المصالح المشتركة لدول المنطقة، ويسرّع من عملية الاستفادة من الاحتياطيات الحالية والمستقبلية من الغاز بتلك الدول.
في يناير 2019، اجتمع سبعة وزراء طاقة من منطقة شرق المتوسط في العاصمة المصرية القاهرة، كما شارك في الاجتماع وزير الطاقة الأمريكي وممثل المفوضية الأورپية لشؤون الطاقة وممثل للبنك الدولي. وتم التوصل إلى اتفاقية لتأسيس منتدى غاز شرق المتوسط. وقعت توتال، إني ونوڤتك وإكسون اتفاقيات لاستكشاف وإنتاج الغاز مع الحكومات المعنية.
وذكرت وزارة البترول والثروة المعدنية المصرية في بيان بعنوان «إعلان القاهرة لإنشاء منتدى غاز شرق المتوسط» أنه في وسع أي من دول شرق البحر المتوسط المنتجة أو المستهلكة للغاز، أو دول العبور ممن يتفقون مع المنتدى في المصالح والأهداف، الانضمام إلى المنتدى لاحقا، وذلك بعد استيفاء إجراءات العضوية اللازمة.

## أعضاء المنتدى
الأعضاء الحاليون: 
- فلسطين
- الأردن
- مصر
- اليونان
- قبرص
- إيطاليا
- إسرائيل
- فرنسا

مراقبون دائمون:
- الاتحاد الأوروبي
- الولايات المتحدة

وضع غير مؤكد
- الإمارات العربية المتحدة[4]

## أهداف المنتدى
وقالت الوزارة إن هدف المنتدى الرئيسي هو «العمل على إنشاء سوق غاز إقليمية تخدم مصالح الأعضاء من خلال تأمين العرض والطلب، وتنمية الموارد على الوجه الأمثل وترشيد تكلفة البنية التحتية، وتقديم أسعار تنافسية، وتحسين العلاقات التجارية».
ويستهدف المؤسسون لهذا المنتدى إلى «إنشاء منظمة دولية تحترم حقوق الأعضاء بشأن مواردها الطبيعية بما يتفق ومبادئ القانون الدولي، وتدعم جهودهم في الاستفادة من احتياطاتهم واستخدام البنية التحتية وبناء بنية جديدة، وذلك بهدف تأمين احتياجاتهم من الطاقة لصالح رفاهية شعوبهم».
واتفق الوزراء على أن الأهداف الرئيسية لمنتدى غاز شرق المتوسط ستتضمن ما يلي:
1- العمل على إنشاء سوق غاز إقليمي يخدم مصالح الأعضاء، من خلال تأمين العرض والطلب، وتنمية الموارد على الوجه الأمثل وترشيد تكلفة البنية التحتية، وتقديم أسعار تنافسية، وتحسين العلاقات التجارية.
2- ضمان تأمين العرض والطلب للأعضاء، مع العمل على تنمية الموارد على الوجه الأمثل، والاستخدام الكفء للبنية التحتية القائمة والجديدة مع تقديم أسعار تنافسية، وتحسين العلاقات التجارية.
3- تعزيز التعاون من خلال خلق حوار منهجي منظم وصياغة سياسات إقليمية مشتركة بشأن الغاز الطبيعي، بما في ذلك سياسات الغاز الإقليمية.
4- تعميق الوعي بالاعتماد المتبادل والفوائد التي يمكن أن تجنى من التعاون والحوار فيما بين الأعضاء، بما يتفق ومبادئ القانون الدولي.
5- دعم الأعضاء أصحاب الاحتياطات الغازية والمنتجين الحاليين في المنطقة في جهودهم الرامية إلى الاستفادة من احتياطاتهم الحالية والمستقبلية، من خلال تعزيز التعاون فيما بينهم ومع أطراف الاستهلاك والعبور في المنطقة، والاستفادة من البنية التحتية الحالية، وتطوير المزيد من خيارات البنية التحتية لاستيعاب الاكتشافات الحالية والمستقبلية.
6- مساعدة الدول المستهلكة في تأمين احتياجاتها وإتاحة مشاركتهم مع دول العبور في وضع سياسات الغاز في المنطقة، مما يتيح إقامة شراكة مستدامة بين الأطراف الفاعلة في كافة مراحل صناعة الغاز.
7- ضمان الاستدامة ومراعاة الاعتبارات البيئية في اكتشافات الغاز وإنتاجه ونقله، وفي بناء البنية الأساسية، بالإضافة إلى الارتقاء بالتكامل في مجال الغاز، ومع مصادر الطاقة الأخرى خاصة الطاقة المتجددة وشبكات الكهرباء.

## مرافق الغاز

### مصنع إدكو
يوجد بمصر مصنعان لإسالة الغاز الطبيعى، الأول يوجد بمدينة إدكو بمحافظة البحيرة، المملوك للشركة المصرية للغاز الطبيعى المسال، ويضم هذا المصنع وحدتين للإسالة وتساهم فيه الهيئة المصرية العامة للبترول بنحو 12%، والشركة المصرية القابضة للغازات الطبيعية «إيجاس» بنسبة 12 %، وشركة «شل» بـنسبة تصل إلى حوالى 35.5 %، وشركة بتروناس الماليزية بنسبة تصل إلى حوالى 35.5% أيضا، فيما لا تتجاوز نسبة شركة جاز دي فرانس الفرنسية «إنجى» حاليا حوالى الـ5 %.وتعمل هذه المحطة بطاقة استيعابية تصل إلى نحو 1.35 مليار قدم مكعب يوميا من الغاز الطبيعي.

### مصنع دمياط
يقع في سواحل مدينة دمياط ويضم وحدة إسالة، وتديره شركة يونيون فينوسا الإسبانية بالشراكة من شركة إيني الإيطالية، فيما تصل حصة مصر إلى نحو 20% مقسمة بين الشركة المصرية القابضة للغازات الطبيعية إيجاس التي تملك نسبة تقدر بـ10%، والهيئة المصرية العامة للبترول التي تملك هي الأخرى نحو 10%.وتعمل هذه المحطة بطاقة استيعابيه تصل إلى نحو 750مليون قدم مكعب يوميا من الغاز الطبيعى.ووظيفة هذه الوحدات، هي تحويل الغاز الطبيعى من حالته الغازية إلى الحالة السائلة، حتى يمكن تحميله على سفن وتصديره، لصعوبة تصديره إلى أي مكان لعدم وجود خط أنابيب ينقل هذا الغاز.

## نقد
بالنظر إلى اقتصاديات الغاز الطبيعي في دول المنتدى، نجد أن إجمالي الإنتاج المسوق للغاز الطبيعي تقل نسبته عن 2% من الإنتاج العالمي في عام 2018، كما بلغ نصيبها من صادرات الغاز الطبيعي نسبة أربعة في الألف أي أقل من النصف في المئة، بينما يصل نصيبها من الواردات الدولية للغاز 6.4% معظمها بإيطاليا، كما يقل نصيبها بالاحتياطيات الدولية للغاز الطبيعي عن نسبة 2%.
كما أن كميات الغاز التي تم الاتفاق على تصديرها من إسرائيل وقبرص إلى مصر والأردن وفلسطين، والتي قيل إنه سيتم إعادة تصدير جزء مما سيصل لمصر منها لأوروپا، تعد ضعيفة بالقياس إلى حجم الصادرات الدولية للغاز.
كما لا يوجد تجانس بين دول المنتدى، فعلى المستوى الجغرافي يضم في عضويته الأردن رغم أنها ليست من دول البحر المتوسط، بينما تغيب عنه ثلاث دول في شرق المتوسط هي: تركيا ولبنان وسوريا، خاصة وأن سوريا من الدول المنتجة للغاز الطبيعي وبها احتياطيات جيدة، كما لم تشارك فيه قبرص الشمالية، وقطاع غزة الذي ظهرت بوادر وجود غاز طبيعي في الجوار الجغرافي البحري له، لكن إسرائيل تمنع إجراء عمليات الاستفادة منها.
كما لا يوجد تجانس من حيث إنها دول مصدرة للغاز أو إنها دول مستوردة للغاز، حيث يجمع المنتدى بين النوعين، فإذا كانت مصر قد بدأت العودة لتصدير الغاز، وكذلك إسرائيل ثم قبرص بعد سنوات قليلة، فإن إيطاليا واليونان والأردن والسلطة الفلسطينية ستظل كماهي حالياً دولاً مستوردة في السنوات القادمة.
وهكذا يبدو أن هدف المنتدى يتجه لإدماج إسرائيل مع اقتصاديات المنطقة، من خلال تصدير الغاز الإسرائيلي إلى كل من مصر والأردن والسلطة الفلسطينية، في شكل اتفاقيات طويلة الأجل تزيد من معدلات التجارة بين إسرائيل وتلك الدول، والتي ظلت منخفضة طوال السنوات الماضية.
الأمر الآخر هو سرعة الاستفادة من التنازلات المصرية لكل من قبرص واليونان خلال عملية ترسيم الحدود البحرية معهما، حيث يرى قانونيون مصريون أن حقل تمار الإسرائيلي يقع في الحدود البحرية للبنان، وحقل لڤياثان الإسرائيلي يقع بالحدود البحرية المصرية.
وإذا كان هدف إدماج إسرائيل في المنطقة اقتصادياً تتفق عليها كلا من الولايات المتحدة والاتحاد الأوربي والبنك الدولي، فهناك مصالح أوربية أخرى تتمثل في تقليل الاعتماد على الغاز الروسي إليها، والذي بلغت نسبته 36% من إجمالي الغاز المستورد في 2018، وهي النسبة التي ترتفع إلى 41% من الغاز المستورد عبر الأنابيب.
بالإضافة إلى استفادة شركاتها في تنفيذ خط الأنابيب الواصل بين الحقول الإسرائيلية والقبرصية ومصنعي الإسالة بمصر، إلى جانب استفادة شركاتها المساهمة في مصنعي الإسالة للغاز بمصر، ففي مصنع الإسالة بمدينة إدكو المصرية يتوزع هيكل الملكية له بين نسبة 26% لشركة إني الإيطالية، و26% لشركة يونيون فينوسا الإسبانية و48% للحكومة المصرية.
أما مصنع الإسالة بدمياط فتديره شركة شل الهولندية التي تستحوذ على نسبة 35.5% من ملكيته، إلى جانب نسبة 35.5% لشركة بتروناس و12 % فقط للقابضة للغاز المصرية – إيجاس – و5% لشركة جاز دي فرانس.
وتحتاج إيطاليا عضو المنتدى لقدر كبير من واردات الغاز الطبيعي، والتي احتلت المركز الخامس دوليا بواردات الغاز في 2018 بنسبة حوالي 6% من الواردات الدولية، حيث يمثل إنتاجها المحلى نسبة 7.5% من استهلاكها، خاصة وأن الغاز الطبيعي يمثل نسبة 38.5% من إجمالي موارد الطاقة بها محتلا المركز الثاني بعد النفط.
أما فرنسا التي حضرت أعمال المؤتمر الوزاري فيمثل إنتاجها المحلى أقل من نسبة واحد في الألف من استهلاكها من الغاز الطبيعي، لذا ترتفع وارداتها لتحتل المركز الثامن دولياً، رغم أن الغاز الطبيعي لا يمثل سوى نسبة 15% من موارد الطاقة بها، وكانت فرنسا قد حصلت على كميات من الغاز المسال المصري بأسعار بخسه في فترة مبارك قبل توقف تلك الصادرات من مصر.
ويبدو أن اختيار القاهرة مقراً للمنتدى سياسي أيضاً، فرغم أنها الأكبر في الإنتاج بالغاز الطبيعي بين الدول السبع فإن كميات صادراتها مازالت محدودة، كما أن ادعاء المسؤولين فيها بتحقيق الاكتفاء الذاتي أمر غير صحيح. حيث يتم احتساب نصيب الشركات الأجنبية العاملة مصر ضمن الإنتاج، والتي تقوم بشرائه منها، ومازال أمام مصر سنوات واحتياج لاكتشافات كبيرة حتى تحقق الاكتفاء الذاتي الحقيقي من نصيبها من إنتاج الحقول.
أما الصادرات المصرية المحدودة من الغاز الطبيعي فإنها مُجبرة عليها، في ضوء حصول شركة يونيون فينوسا الإسبانية على حكم بالتعويض بقيمة 2 مليار دولار بسبب التوقف عن توريد الغاز ضمن الاتفاق المبرم معها.